# Államok vezetőinek listája 974-ben
Ezen az oldalon a 974-ben fennálló államok vezetőinek névsora olvasható földrészek, majd országok szerinti bontásban.

## Európa
- Angol Királyság – I. Békés Edgar király (959–975)
- Areláti Királyság – Békés Konrád király (937–993)
- Bizánci Birodalom – I. János császár (969–976)
- Bretagne – I. Hoël uralkodó (960–981)
- Bulgária – II. Borisz, cár (969–977) 971-től bizánci fogságban
- Dánia – I. Kékfogú Harald király (958–986)
- Duklja – Petriszláv herceg (971–990)
- Gascogne-i Hercegség (Nyugat-Frankföld vazallusa) – II. Vilmos, Gascogne hercege (kb. 961–996)
- Hispánia –
  - Barcelonai Grófság – II. Borrel gróf  (947–993), a Karoling-ház vazallusa
  - Kasztíliai Grófság – I. García gróf (970–995)
  - Córdobai Kalifátus – II. al-Hakam kalifa (961–976)
  - Leóni Királyság – III. Gyermek Ramiro leóni király (966–985)
    - Első portugál grófság – Gonçalo gróf (950–999)

  - Pamplonai Királyság – II. Sancho király (970–994)
  - Pallars grófság – II. Rajmund gróf (948–992) és I. Borrell gróf (948–995) társuralkodók
  - Ribagorça grófság – Humfred gróf (970–979)
- Horvát Királyság – Stjepan Držislav horvát király (969–997)
- Írország – Domnall ua Néill ír főkirály (956–980)
  - Ailech – Domnall ua Néill, Ailech királya (943–980)
  - Connacht – Cathal mac Conchobar mac Taidg, Connacht királya (973–1010)
  - Uí Maine – Muirgus mac Domnaill, Uí Maine királya (973–985)
  - Leinster – Úgaire mac Túathail, Leinster királya (972–978)
  - Meath – 
    1. Donnchad Finn mac Aeda, Meath királya (960–974)
    2. Muirchertach mac Mael Sechnaill, Meath királya (974–976)

  - Munster – Mathgamain mac Cennétig, Munster királya (970–976)
- Kaukázus – 
  - Ibériai Királyság – II. Bagrat herceg (958–996)
  - Kaheti Hercegség – II. Kvirike herceg (929–976)
  - Ani (Örményország) – III. Irgalmas Asot király (952–977)
  - Klardzseti – II. Szmbat herceg (943–988)
- Kijevi Rusz – I. Jaropolk fejedelem (972–980)
  - Polocki Fejedelemség – Rogvolod polocki fejedelem (kb. 945–978)
- Lengyelország – I. Mieszko fejedelem (960 k.–992)
- Magyar Fejedelemség – Géza fejedelem (972–997)
- Német-római Birodalom – II. Vörös Ottó császár (967–983)
  - Német Királyság –
    - Ausztria – Burkhard őrgróf (960–976)
    - Bajorország – II. Civakodó Henrik herceg (955–976)
    - Csehország – II. Jámbor Boleszláv cseh fejedelem (967–999)
    - Karinthia – II. Civakodó Henrik (955–976)
    - Kölni Választófejedelemség – Gero érsek (969–976)
    - Lotaringia –
      - Alsó-Lotaringia – Károly herceg (973–991)
      - Felső-Lotaringia – I. Frigyes herceg (959–979)
      - Fríziai grófság – II. Dirk holland gróf (kb. 939–988)
      - Hainaut-i grófság – II. Godfrey gróf (973–998)

    - Mainzi Választófejedelemség – Rupert érsek (970–975)
    - Meißeni Őrgrófság – Wigbert őrgróf (965–976)
    - Svábföld – I. Sváb Ottó herceg (973–982)
    - Szászország – I. Bernát szász őrgróf (973–1011)
    - Trieri Választófejedelemség – I. Dietrich érsek (965–977)

  - Itáliai Királyság – 
    - Amalfi Köztársaság – I. Mansone herceg (966–1004)
    - Aquileia – Rodoald pátriárka (963–984)
    - Beneventói Hercegség – I. Vasfejű Pandulf herceg (943–981)
    - Capuai Hercegség – I. Vasfejű Pandulf herceg (961–981)
    - Gaetai Hercegség – György herceg (963–978)
    - Nápolyi Hercegség – II. Marinus herceg (968–992)
    - Salernói Hercegség – I. Gisulf herceg (946–977)
    - Spoletói Hercegség – I. Vasfejű Pandulf herceg (967–981)
    - Szicíliai Emírség – Abu al-Kászim emír (970–982)
    - Toszkána – Nagy Hugó őrgróf (961–1001)
    - Velencei Köztársaság – IV. Pietro Candiano dózse (959–976)
- Norvégia – II. Szürkeköpenyes Harald király (961–976)
- Nyugat-Frankföld – Lothár király (954–986)
  - Angoulême-i grófság – III. Vilmos Talleyrand gróf (952/964–973/975)
  - Anjou grófság – I. Szürkekabátos Gottfried gróf (960–987)
  - Aquitania – IV. Vaskezű Vilmos herceg (963–993)
  - Blois-i Grófság – I. Csaló Theobald gróf (kb. 944–975)
  - Burgundi Hercegség – I. Henrik herceg (965–1002)
  - Cambrai Grófság – II. Arnulf gróf (967–1007)
  - Champagne – III. Herbert gróf (967–995)
  - Flamand grófság – II. Arnulf gróf (965–988)
  - Maine-i grófság – II. Hugó gróf (950–992)
  - Namuri Őrgrófság – 
    1. I. Róbert namuri gróf (946–974/980)
    2. I. Albert namuri gróf (974/980–1010)

  - Neustriai Őrgrófság – Capet Hugó őrgróf (956–987)
  - Normandia – I. Richárd herceg (942–996)
  - Párizsi grófság – Capet Hugó párizsi gróf (956–996)
  - Provence – I. Rotbald provence-i gróf (961–1008)
  - Toulouse-i grófság – (IV.) Rajmund toulouse-i gróf (972–978)
  - Vermandois-i grófság – I. Albert gróf (943–987)
- Pápai állam – 
  1. VI. Benedek pápa (972–974)
  2. VII. Benedek pápa (972–983)
- Skót Királyság – II. Testvérgyilkos Kenneth skót király (971–995)
- Svédország – 
  - II. Olaf király (970–975) társuralkodó
  - VI. Győztes Erik király (970–994) társuralkodó
- Wales –
  - Deheubarth – Owain ap Hywel herceg (950–986)
  - Gwynedd – Ieuaf ab Idwal király (950–986)
  - Powys – Owain ap Hywel herceg (950–986)

## Afrika
- Egyiptom – Al-Muizz fátimida kalifa (953–975)
- Etiópia – Jan Szejum etióp császár (A négusok négusa) (959–999)
- Ifríkija – Juszuf Buluddzsin zírida emír (972–984)
- Makuria – II. Georgiosz király (969–kb. 1002)
- Marokkó (Tanger és a Ríf környéke) – 
  1. II. al-Haszan idríszida emír (954/5–974), a Córdobai Kalifátus alárendeltségében
  2. II. al-Hakam córdobai kalifa (961–976)

## Ázsia
- Abbászida Kalifátus –
  - Uralkodó – 
    1. al-Mutí (946–974)
    2. at-Ta’í (974–991)

  - a hatalom tényleges birtokosa: Izz ad-Daula buvajhida főemír (967–978)
  - Az Abbászidák fennhatóságát névleg elismerő államok, közülük több a Perzsa Birodalom részévé vált.
    - Aleppói Emírség – Szaad ad-Daula Saríf hamdánida emír (967–991)
    - Dzsibáli Emírség – Rukn ad-Daula buvajhida emír (943–976)
    - Fárszi Emírség – Adud ad-Daula buvajhida emír (949–983)
    - Gorgán és Tabarisztán – Biszutún ibn Vusmgír zijárida emír (967–977)
    - Horászán és Transzoxánia – I. al-Manszúr számánida emír (961–976)
    - Kermáni Emírség – Adud ad-Daula iljászida emír (968–983)
    - Moszuli Emírség – Abú Taglib hamdánida emír (967–979)
    - Szisztán – I. Khalaf szaffárida emír (963–1002)
- Bahrein (a Perzsa-öböl partvidéke) – Abu Jákúb Juszúf karmati vezető (972–977)
- Bizánci Birodalom – I. János császár (969–976)
- India –
  - Kamarúpa – Indrapála király (960–990)
  - Csola – Madhurántaka Uttama Csola király (973–985)
  - Mánjakhéta – IV. Indra rástrakuta király (973–982)
  - Pála Birodalom – II. Vigraha Pála király (952–985)
- Japán – Enjú császár (969–984)
- Jemen – al-Manszúr Jahja rasszida imám (934–976)
- Keralaputra – I. Bhaszkara Ravivarman király (962–1019)
- Khmer Birodalom – V. Dzsajavarman, Angkor királya (császára) (968–1001)
- Kína (Az öt dinasztia és a tíz királyság kora)
  - Szung (Song)-dinasztia – II. Taj Cu császár (960–976)
  - Tingnan (Dingnan) – Li Ke-rui (Li Kerui) katonai kormányzó (csietusi (jiedushi)) (967–978)
  - Csüancsang (Quánzhāng) – Csen Hung-csin (Chén Hóng Jìn) katonai kormányzó (csietusi (jiedushi)) (963–978)
  - Északi Han Dinasztia – Liu Csi-jüan (Liú Jì Yuán) császár (968–982)
  - Déli Tang-dinasztia – Li Jü (LiYu) császár (961–976)
  - Vujüe (Wuyue) – Csien Csu (Qian Chu) király (947–978)
- Kitán Birodalom (Lia-dinasztia) – II. Csing Cung (Jǐngzōng) császár (969–982)
- Korea (Korjo-dinasztia) – Kvangdzsong király (949–975)
- Mataram Királyság – Szri Isztana Tunggavidzsaja (947–985)